# 格格不入 (電視劇)
《格格不入》（英語：Against the Grain）是一部美國劇情電視劇，1993年10月1日至12月24日在NBC播出。由約翰·泰瑞、唐娜·布洛克（Donna Bullock）、羅賓·萊芙莉、班·艾佛列克和凡妮莎·李·艾維根主演。
劇情講述一名保險推銷員剛接受了在德克薩斯州桑普特這座小但狂熱橄欖球的小鎮中，一支衰落的高中橄欖球隊的教練任務。他只有一個賽季來扭轉那些笨手笨腳的青少年，他全心全意地投入到工作中。
該劇的靈感來自布茲·比辛格的著作《週五夜燈：一個小鎮、團隊和夢想》。

## 外部連結
- 互联网电影数据库（IMDb）上《格格不入》的资料（英文）